# ¡Ja me maaten...!
¡Ja me maaten...! es una película española dirigida, protagonizada y escrita por Juan Antonio Muñoz.

## Sinopsis
Esta es "el aventure más peligroso que gitano jamás viviere". Juan de Dios es un gitano cabal; un hombre de bien. Humilde y honrado, con un poco de picardía, pero sin maldad alguna. Juan de Dios pasa la vida felizmente en una chabolita pobre pero coqueta de un barrio marginal de Madrid, en compañía de su gente y de su familia: su Carmen del corazón, sus churumbeles - el Richal y la Soraya- y su padre, su papa, el singular y entrañable abuelo gitano que no habla y sólo se mueve al compás de las rumbas que Juan de Dios rasguea en su bajañí -su guitarra del alma- o... al compás de las caderas de cualquier paya de buen palmito. Vendiendo "malacatones" que compra de madrugada en Mercamadrid y sacando la "especial" de las tragaperras gracias a su dominio intuitivo de los entresijos de las máquinas, transcurre apaciblemente la vida de nuestro gitano rodeado y querido por su familia y numerosos amigos... apaciblemente hasta que el dichoso destino se atraviesa en su vida. En Marbella se celebra la "Primera Conferencia Global Norte-Sur". Dignatarios de todo el mundo se reunirán en la ciudad andaluza. Es una ocasión que ni pintada para que grupos terroristas de todo el mundo den un golpe de mano espectacular. La policía española, la Interpol y el FBI adoptan las mayores medidas de seguridad... Pero todo eso es poco cuando hablamos del archiconocido criminal Ming Shou Kan, que planea armar una bomba atómica que barrerá a Marbella del mapa y con ella a todos los representantes de las naciones civilizadas. Pero el grupo terrorista secuestra accidentalmente al padre de Juan de Dios confundiéndolo con el jefe supremo de su organización.